# Pseudacris clarkii
Pseudacris clarkii és una espècie de granota nocturna que es troba a Nord-amèrica (des de Kansas, Oklahoma i nord-est de Nou Mèxic fins al Golf de Mèxic, Texas i Tamaulipas).